# Ніккері (річка)
Ніккері (нід. Nickerie) — річка в північно-західній частині Суринаму, в округах Сипалівіні і Ніккері.

## Опис
Річка бере свій початок на західному схилі гір Бакхейс, поблизу верхів'їв вододілу Адампада. Потім вона тече на північ, де утворює кордон між округами Короні й Ніккері. За течією Ніккері утворює водоспади Бланш-Марі і Ван-Еден. Після річка різко повертає на захід. З лівого боку в неї впадає струмок Парис-Якоб. Далі Ніккері тече по рівнині через міста Вагенінген та Ньїв-Ніккері. За Вагенінгеном в неї впадає річка Маратакка. Поблизу Ньїв-Ніккері сама Ніккері впадає в річку Корантейн, разом з якою впадає в Атлантичний океан.
В цілому це вузька річка. Ширина її становить близько 50 метрів, але близько до гирла збільшується до приблизно 150 метрів. Вона має достатню глибину для судноплавства (близько 20 метрів), але в гирлі річки зустрічаються мілини. Ніккері в даний час має площу близько 10 000 км².

## Використання
Багато фермерів використовують воду з річки для зрошення полів. На човнах по Ніккері перевозять в основному рис в інші частини країни. Біля гирла Ньїв-Ніккері є порт, який використовується головним чином для транспортування бананів та рису на океанські судна для експорту в інші країни. Малі рибальські господарства вносять свій внесок в розвиток економіки регіону.
На Ніккері є міст в комуні Грот-Хенар, який є частиною дороги Схід-Захід-Лінк. Інший міст Байлі побудований поруч з Камп-52 на дорозі Південний Схід-Захід.